# Ned Kelly (film)
Ned Kelly è un film del 2003 diretto da Gregor Jordan.
Il soggetto è tratto dal libro Our Sunshine di Robert Drewe che racconta la storia del fuorilegge Ned Kelly, che sconvolse l'Australia alla fine dell'Ottocento, al punto da costringere la regina Vittoria ad emanare leggi speciali nella colonia. Il film è stato girato in Australia, dove ha luogo l'intera vicenda.

## Trama
Australia, 1871. Ned Kelly è un giovane australiano di famiglia irlandese che, per aver reagito violentemente ad un sopruso di un poliziotto, sconta tre anni di carcere. Uscito, torna nella sua numerosa famiglia per dare quel contributo ai lavori della fattoria che non ha potuto dare negli ultimi anni. L'interesse di un poliziotto, per altro anche lui di origine irlandese, nei confronti di una sua sorella instaura una sorta di faida che sfocia in una nuova reazione violenta, stavolta portata dai suoi fratelli. Ned, infatti, nonostante venga accusato dell'aggressione del poliziotto, non era presente in quanto impegnato in un segretissimo incontro amoroso con Julia Cook, una giovane signora inglese. Per sfuggire alla rappresaglia, si nasconde con il fratello Dan e due fidi amici pensando di tornare una volta calmate le acque. La polizia di tutto lo stato di Victoria ha preso però davvero di mira lui e la sua famiglia, così, non trovandolo, imprigiona la madre. In fuga per non essere catturato, Ned uccide tre poliziotti, rendendo sé e i suoi amici dei banditi.
La banda comincia allora a rapinare le banche spostandosi continuamente. Nonostante abbia un'alta taglia sulla sua testa, Ned è rispettato soprattutto dalla povera gente, che aiuta con i proventi delle sue rapine. La polizia di Victoria continua l'affannosa caccia e imprigiona anche i suoi amici cercando di trarne notizie utili per la cattura. Ed infatti, Aaron, il miglior amico di Joe Byrne, il braccio destro di Ned, si vende, ma viene poi giustiziato dallo stesso Joe. Intanto la regina Vittoria, spinta proprio dalle gesta di Ned Kelly, ha emanato un decreto che consente a chiunque di uccidere i banditi restando impuniti. Ma Ned, che non ha mai voluto lasciare lo stato, alza il tiro e trasforma la sua battaglia personale in una lotta del popolo contro i soprusi della polizia e del potere.
Rafforzata la compagine, sotto il comando dell'esperto soprintendente Francis Hare, la polizia sferra un massiccio attacco alla banda che, asserragliatasi in un piccolo paese, è raggiunta, accerchiata e bersagliata da una potenza di fuoco impressionante. Molti innocenti cadono ancor prima dei membri della banda che resistono anche grazie a delle speciali corazze indossate in previsione dell'attacco. Joe Byrne si lascia praticamente uccidere vistosi spacciato, Dan Kelly e Steve Hart si suicidano solo dopo aver speso tutte le pallottole, mentre Ned, che pure si era gettato contro il fuoco nemico, ferito solo agli arti, miracolosamente sopravvive. Sotto la corazza indossava con orgoglio la fusciacca dorata ricevuta all'età di dieci anni per l'eroico salvataggio dall'annegamento di un suo coetaneo. Ned Kelly verrà ucciso poi per impiccagione, a soli 25 anni, ignorando una richiesta di grazia firmata da 32.000 australiani.

## Produzione
Il cast conta attori di primissimo livello, come Heath Ledger (con il quale Jordan aveva già lavorato in Two Hands) nella parte di Ned Kelly, Orlando Bloom nella parte del suo braccio destro Joe Byrne, Naomi Watts e Geoffrey Rush in ruoli secondari ma di grande importanza.

## Precedenti
La storia di Ned Kelly ha ispirato moltissimo la cinematografia. Si contano almeno dieci film sulle gesta del grande bandito-eroe australiano. Particolare rilevanza hanno: The Story of the Kelly Gang diretto da Charles Tait del 1906, il più lungo film mai girato a quell'epoca con i suoi 60 minuti (tanto da essere considerato da qualcuno il primo lungometraggio nella storia del cinema), e I fratelli Kelly diretto da Tony Richardson nel 1970, avente come protagonista Mick Jagger.